# Hjesan
Hjesan (korejsky 혜산시 – Hjesan si) je severokorejské město, správní středisko provincie Rjanggang. K roku 2008 mělo přes 192 tisíc obyvatel.

## Poloha
Hjesan leží u severního okraje provincie Rjanggang na břehu řeky Amnokkang, která zde tvoří čínsko-severokorejskou hranici. Přes řeku od Hjesanu leží čínské město Čchang-paj, správní středisko stejnojmenného okresu v městské prefektuře Paj-šan v provincii Ťi-lin.